# Wolny Związkowiec
Wolny Związkowiec – polski biuletyn związkowy wydawany od 15 września 1980 do wprowadzenia stanu wojennego (potem nieregularnie w podziemiu, do 1988), pierwszy w województwie katowickim niezależny biuletyn związkowy. 

## Historia

### Początki
Pierwszy numer czasopisma (15.000 egzemplarzy) ukazał się 15 września 1980 w Hucie Katowice. Inicjatorem założenia i pierwszym redaktorem naczelnym był Zbigniew Kupisiewicz. Pomysłodawcą tytułowej nazwy był najprawdopodobniej Kazimierz Świtoń, który nawiązał w ten sposób do powołanych przez siebie w lutym 1978 Wolnych Związków Zawodowych Górnego Śląska. Andrzej Rozpłochowski twierdził, że autorem nazwy był on i Świtoń do spółki. Początkowo dystrybucja czterostronnicowego i gratisowego biuletynu napotykała poważne trudności, ponieważ pracownicy zakładu bali się publicznie brać go do ręki.  
Trzeba przyznać, że nr 1 »WZ« początkowo rozchodził się opornie, gdyż ludzie bali się go brać. Osobiście stałem na bramie huty i wciskałem do rąk egzemplarze /Kupisiewicz/ 

### Rozwój
Z czasem ranga pisma rosła i stało się ono jednym z najbardziej poczytnych niezależnych od władzy źródeł informacji w regionie śląsko-dąbrowskim, a także poza nim. Publikowano nie tylko informacje związane z działalnością związkową, czy zakładową. Od numeru 9 stało się obiektem cenzury zakładowej. Na początku roku 1981 redaktorem naczelnym został Jacek Cieślicki, wcześniej piszący do biuletynu, jak również redagujący w Hucie Katowice codzienny serwis informacyjny Wiadomości Solidarności. Za jego redakcji pobito rekord nakładu (40 tysięcy egzemplarzy, przy czym pismo powielano w innych regionach Polski) i zaczęto drukować materiały historyczne oraz literackie, niedopuszczane przez cenzurę PRL. Były to m.in. takie utwory, jak: Archipelag GUŁag Aleksandra Sołżenicyna, Zniewolony umysł Czesława Miłosza, czy pomijany przez komunistów utwór Stefana Żeromskiego Na probostwie w Wyszkowie. Opublikowano też listy ofiar zbrodni katyńskiej i inne materiały dotyczące czasów stalinowskich. Przypomniano postacie Władysława Sikorskiego, Wojciecha Korfantego, Stanisława Pyjasa, powstańców poznańskich z 1956, czy Orląt Lwowskich. Przedrukowano apel Społecznego Komitetu Budowy Pomnika Poznańskiego Czerwca o finansowe wsparcie inicjatywy, czy też odezwę zarządu MZK Katowice z maja 1981, dotyczącą zmian nazw ulic, plac, szkół, i zakładów pracy.  
Komunistyczne instytucje próbowały poddawać biuletyn kontroli i cenzurze. W listopadzie 1980 powstał w tym celu zespół złożony z członków Komitetu Wojewódzkiego PZPR, pracowników Komendy Wojewódzkiej MO, delegatury Głównego Urzędu Kontroli Prasy Publikacji i Widowisk oraz miejscowej prokuratury. Na posiedzeniu sekretariatu KW PZPR w grudniu 1980 przedstawiono wnioski z prac tego ciała, wskazując na ostry język pisma, jego tendencyjność i brak reakcji stosownych władz na jego działalność. Szukano pretekstu do jego zamknięcia. Mimo ostrzeżeń dyrekcji huty, 14 sierpnia 1981 wydano numer 63. Zawarto w nim wspomnienia Sándora Kopácsiego z powstania węgierskiego w 1956, a także materiał o nadużyciach I sekretarza KW PZPR w Katowicach, Andrzeja Żabińskiego, a także jego kliki z okresu pracy w Opolu. Wszystko to, a zwłaszcza opublikowanie antysowieckich, satyrycznych rysunków zapożyczonych z Biuletynu Informacyjnego NSZZ Solidarność Ziemi Puławskiej (m.in. Leonid Breżniew, jako niedźwiedź), spowodowało ostrą reakcję komunistów. W miejscu druku pisma (dział poligraficzny huty) przeprowadzono rewizję i zabrano część maszyn drukarskich, co uniemożliwiło dalsze prace redakcyjne. Wszczęto też śledztwo przeciwko Jackowi Cieślickiemu. Zarzucano mu publikownie treści o wymowie antypaństwowej i antyradzieckiej.  

### Likwidacja i przejście do podziemia
Mimo trudności pismo wychodziło nadal w siedzibie śląsko-dąbrowskiej Solidarności. 17 września 1981 wydano numer 64, który był w całości poświęcony sowieckiej agresji z 1939. Kres działalności biuletynu przyniosło wprowadzenie stanu wojennego. Do redakcji 13 grudnia 1981 weszli funkcjonariusze MO. Wynieśli stamtąd Włodzimierza Kapczyńskiego i łomami oraz młotami rozbili maszyny poligraficzne. Zerwali też ze ściany godło państwowe i podeptali je. Był to ostatni dzień oficjalnej działalności redakcji, ale jej członkowie prowadzili później inne inicjatywy antykomunistyczne, a także kontynuowali wydawanie pisma w formacie podziemnym. Pierwszy taki numer ukazał się z datą 12 stycznia 1982. Jego redaktorami byli Andrzej Kisieliński oraz Jerzy Milanowicz. Wychodziło w taki sposób, bez numeracji i datowania, do 1988. 

## Wolny Związkowiec (1914-1918)
Inne czasopismo Wolny Związkowiec (Centralnego Związku Górników) wychodziło w Katowicach od marca 1914 do 1918. 